# Song Shan

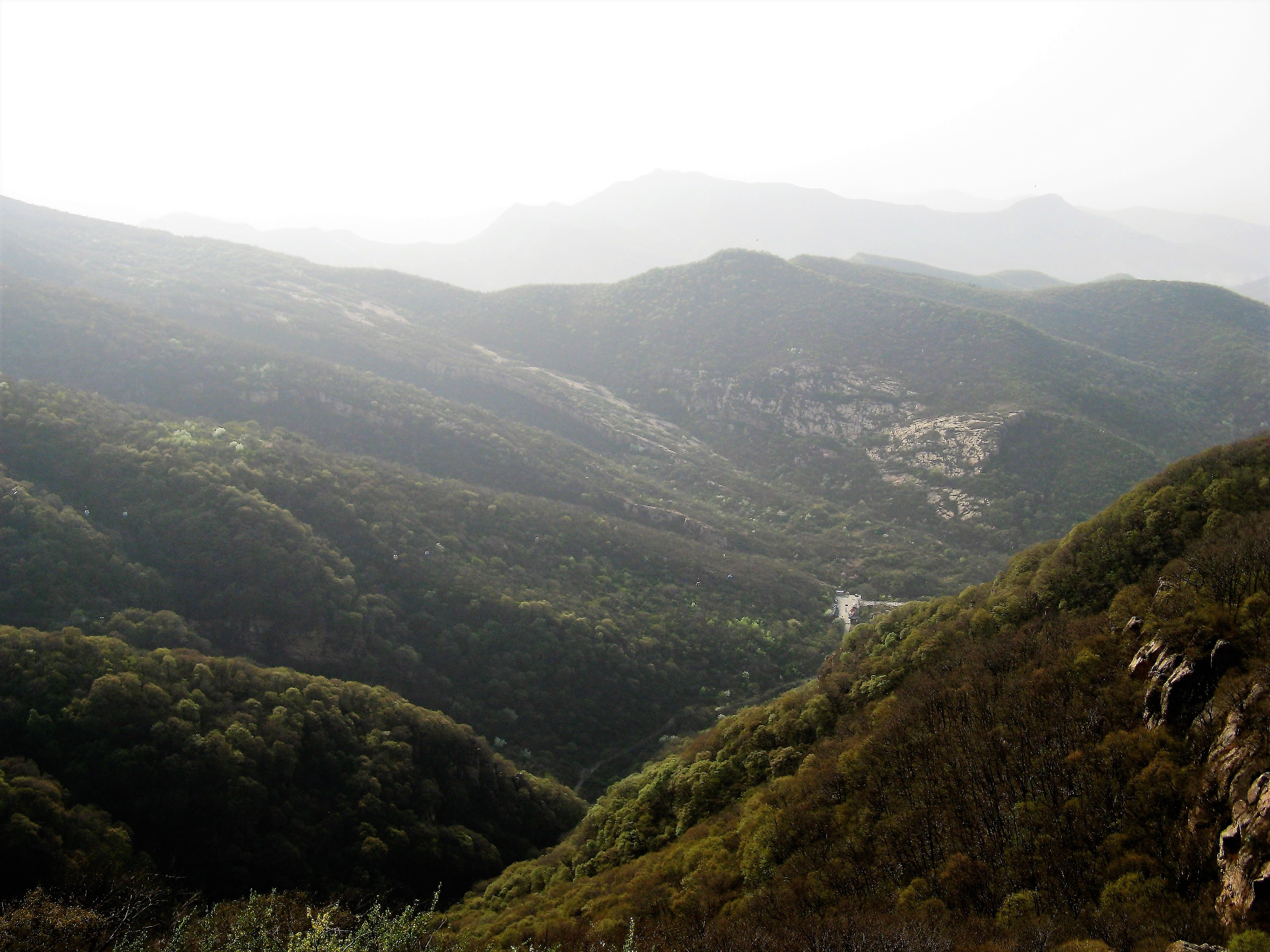

Song Shan (chiń. 嵩山; pinyin Sōng Shān) – pasmo w prowincji Henan o wysokości 1512 m, miejsce kultu taoistów i buddystów (klasztor Szaolin) oraz park narodowy.